# میامی (آریزونا)
میامی (به انگلیسی: Miami) شهری در شهرستان جیلا ایالت آریزونا است که در سرشماری سال ۲۰۱۰ میلادی، ۱٬۸۳۷ نفر جمعیت داشته است. میامی، به‌طور رسمی در تاریخ ۱۹۱۸ میلادی به‌عنوان یک شهر شناخته شد.

## نگارخانه

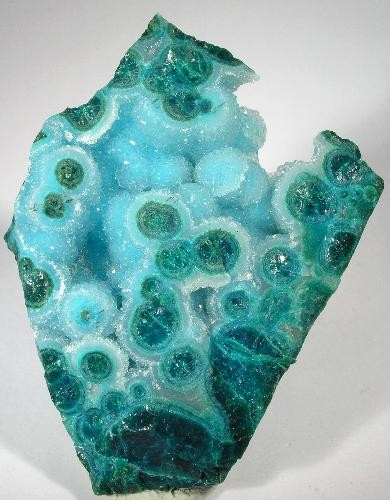
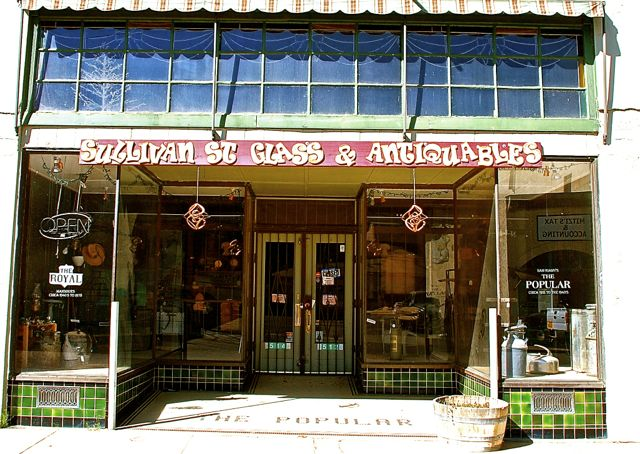
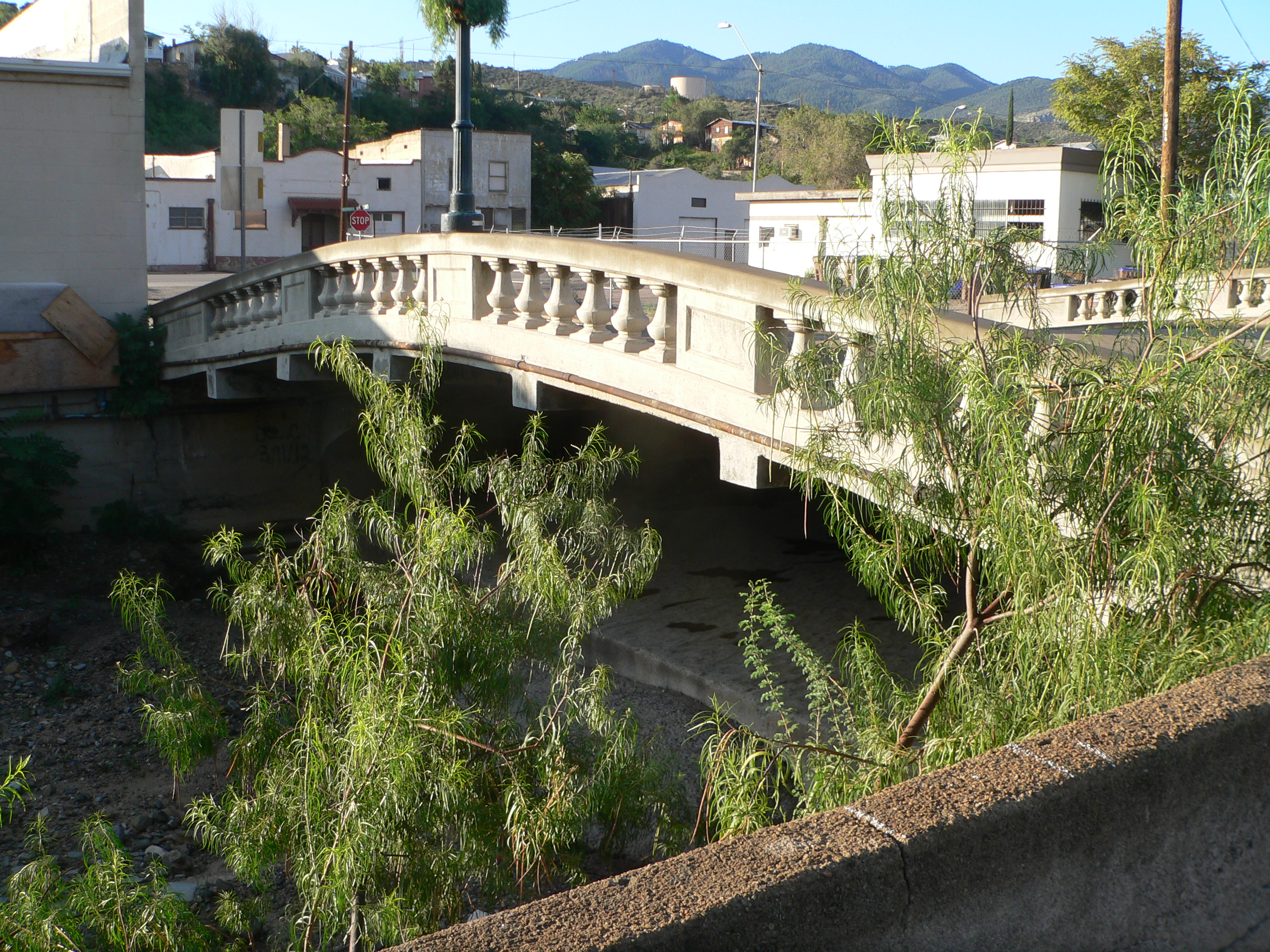